# Делфтський вибух
Делфтський вибух (нід. Delftse donderslag) — це катастрофа, яка сталася в Делфті 12 жовтня 1654 року: близько 10 години 15 хвилин у північно-східній частині центру міста вибухнув пороховий склад. У другій половині XVII сторіччя Делфт проминув пік свого процвітання. І першим чинником, який посприяв занепаду міста, став Делфтський вибух.

## Місце і наслідки вибуху
Пороховий склад з 1637 року розташовувався в колишньому монастирі кларисок в кінці вулиці Ґеервеґ. За роки існування складу підприємства суконної промисловості в околиці поступалися місцем житловим будинкам. Серед небагатьох, хто знав про існування цього найбільшого підземного сховища пороху Голландської республіки, він був відомий як Таємниця Голландії (нід. het Geheim van Holland). Там зберігалося більше 80 000 фунтів пороху.
Вірогідною причиною вибуху вважають те, що коли керівник складу Корнеліс Соєтенс зайшов до сховища пороху, то іскри від його ліхтаря потрапили на порох. Після цього відбулася серія сильних вибухів, звук від яких за свідченням сучасників було чутно аж за 150 км на острові Тесел.
У результаті потужного вибуху було зруйновано чверть території міста: щонайменше 500 будинків були пошкоджені без можливості реставрації, 200 з них були зрівняні із землею. Будівля школи, в якій навчалися 22 учні, перестала існувати. Будинки, розташовані далі, також були сильно пошкоджені; усі вітражі як Старої церкви, так і Нової церкви, які збереглися навіть під час іконоборства, були знищені. На місці складу утворилася глибока воронка.
Точна кількість людських жертв не зафіксована, але історики схиляються до думки, що загинуло від кількох сотень до тисячі людей, тисячі були поранені. Серед жертв трагедії був і нідерландський художник Карел Фабріціус, майстерня якого знаходилася поблизу. Частина громадян в день вибуху перебувала на торговиці в Східамі та ярмарку в Гаазі, і це зменшило кількість жертв. 

## Відбудова центру Делфта
Завдяки збірці коштів для постраждалого населення міста, організованій у містах Голландської республіки, відбудова розпочалася і проходила швидко. Весь процес відбудови тривав в основному кілька років. На більшій частині території були побудовані житлові будинки. Місце полігону для стрільби залишалося вільним і там розташувалася торговиця кіньми (нід. Paardenmarkt). Ця назва збереглася і донині.
Від часу вибуху в межах міста було заборонено зберігати вибухові речовини. Новий пороховий склад був побудований поза міськими стінами Делфта. Інші військові об'єкти залишились у межах міста, навіть з роками їх список розширювався (наприклад, був збудований арсенал зброї, який зараз перетворений на музей армії (див. Ньюве Делфт). Також навколо Paardenmarkt і на захід від каналу Westvest розташовувалися крамниці і фабрики зброї.

## Мистецьке відтворення катастрофи
На багато сторіч Делфтський вибух став темою мистецьких творів. Художник Егберт ван дер Пул, дитина якого загинула під час вибуху, намалював більше 20 картин, на яких зображена майже однакова сцена відразу після вибуху: на передньому плані мешканці прибирають загиблих, а на задньому плані — місто у руїнах.
Нідерландський поет і драматург Йост ван ден Вондел написав елегію під назвою Op het Onweder van 'Lants Bussekruit te Delft.

## Галерея

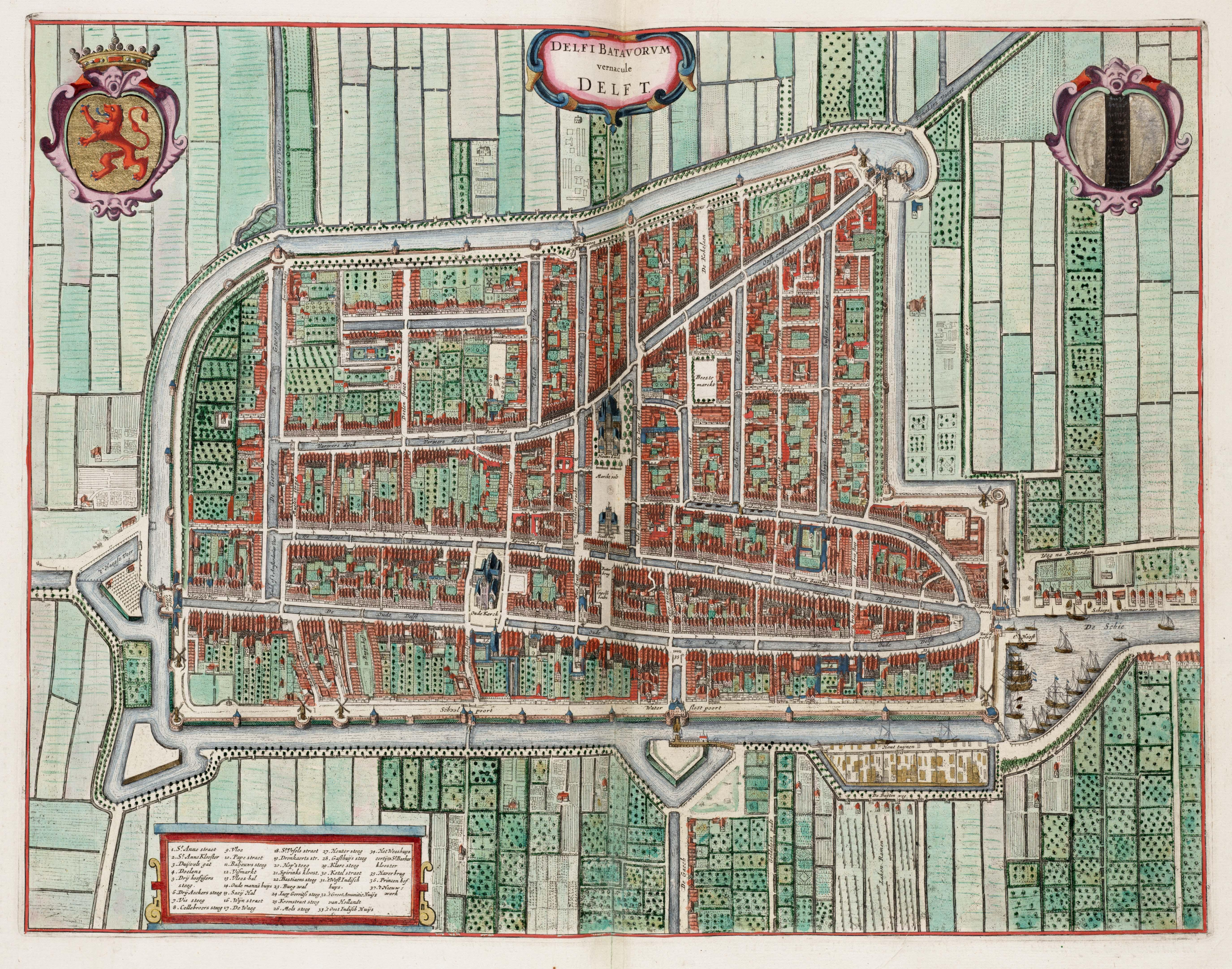
Карта Делфта (1649)
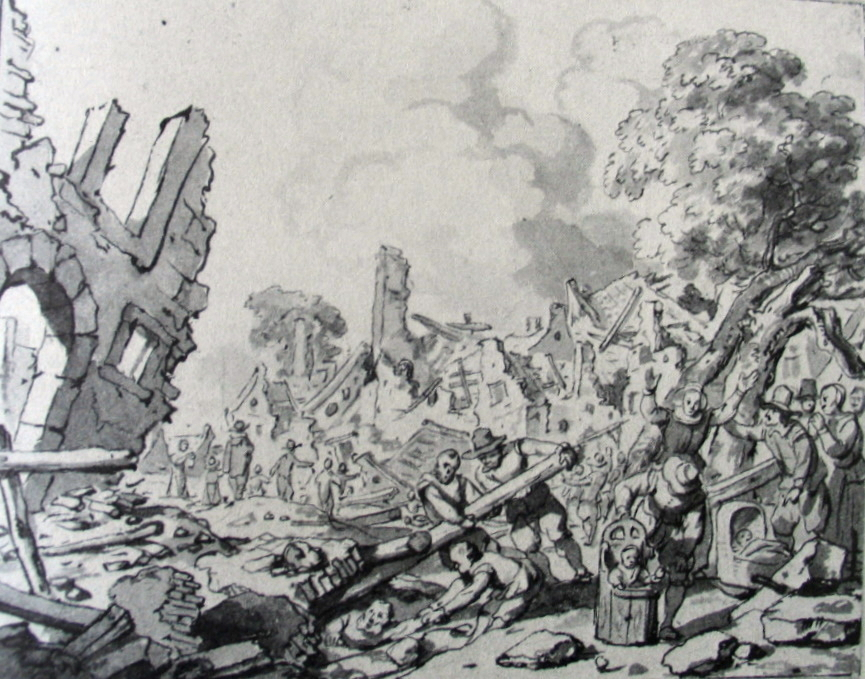
Після катастрофи. Рисунок Ґербранд ван ден Екгоута, 1665
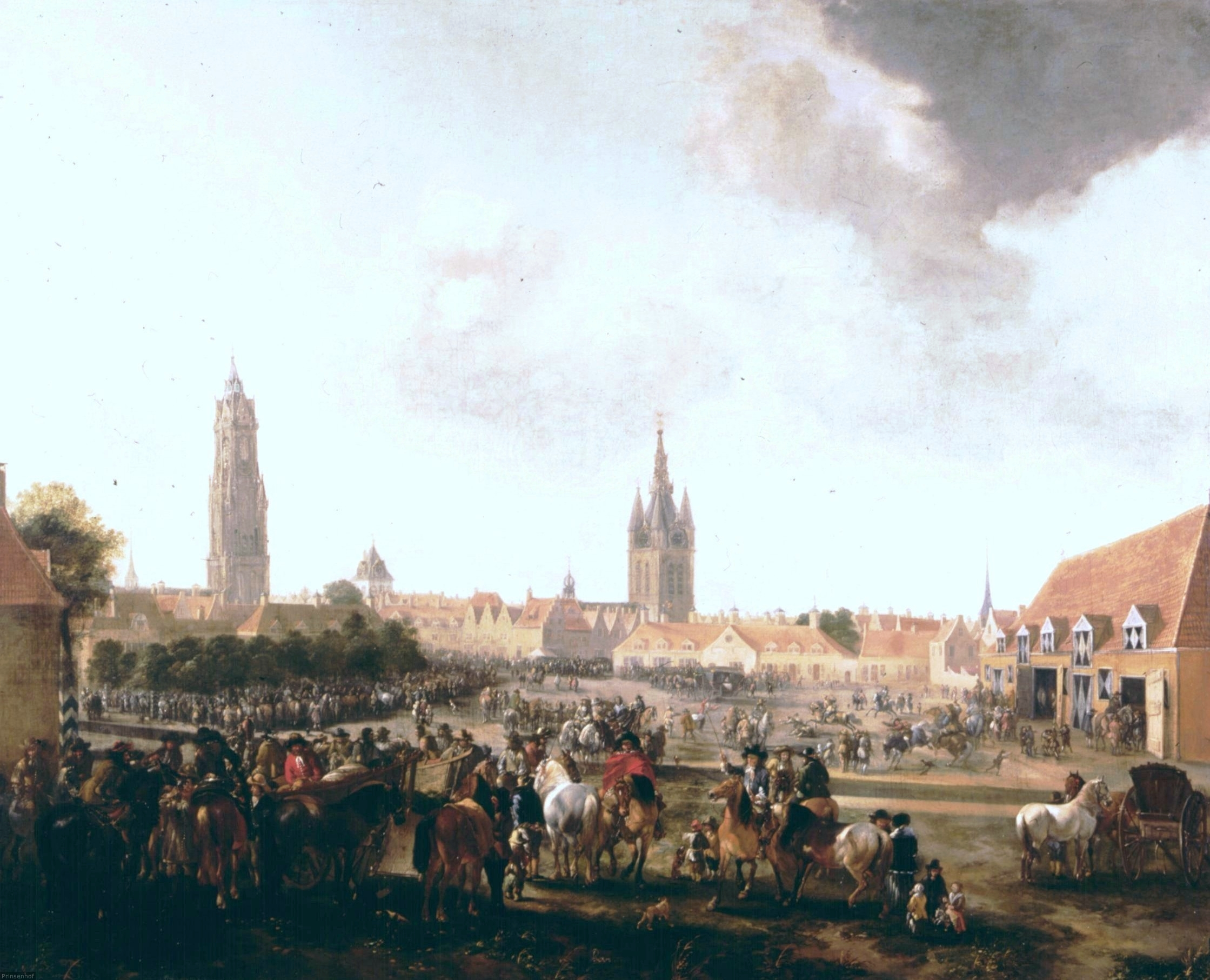
Вид на кінську торговицю Paardenmarkt у 1665 році. Картина художника Pieter Wouwerman
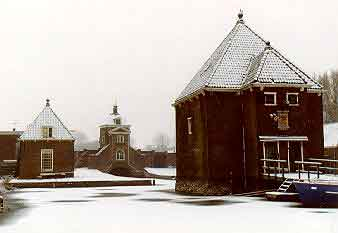
Новий пороховий склад, збудований в Делфті 1660 року на річці Схі